# カルヌントゥム

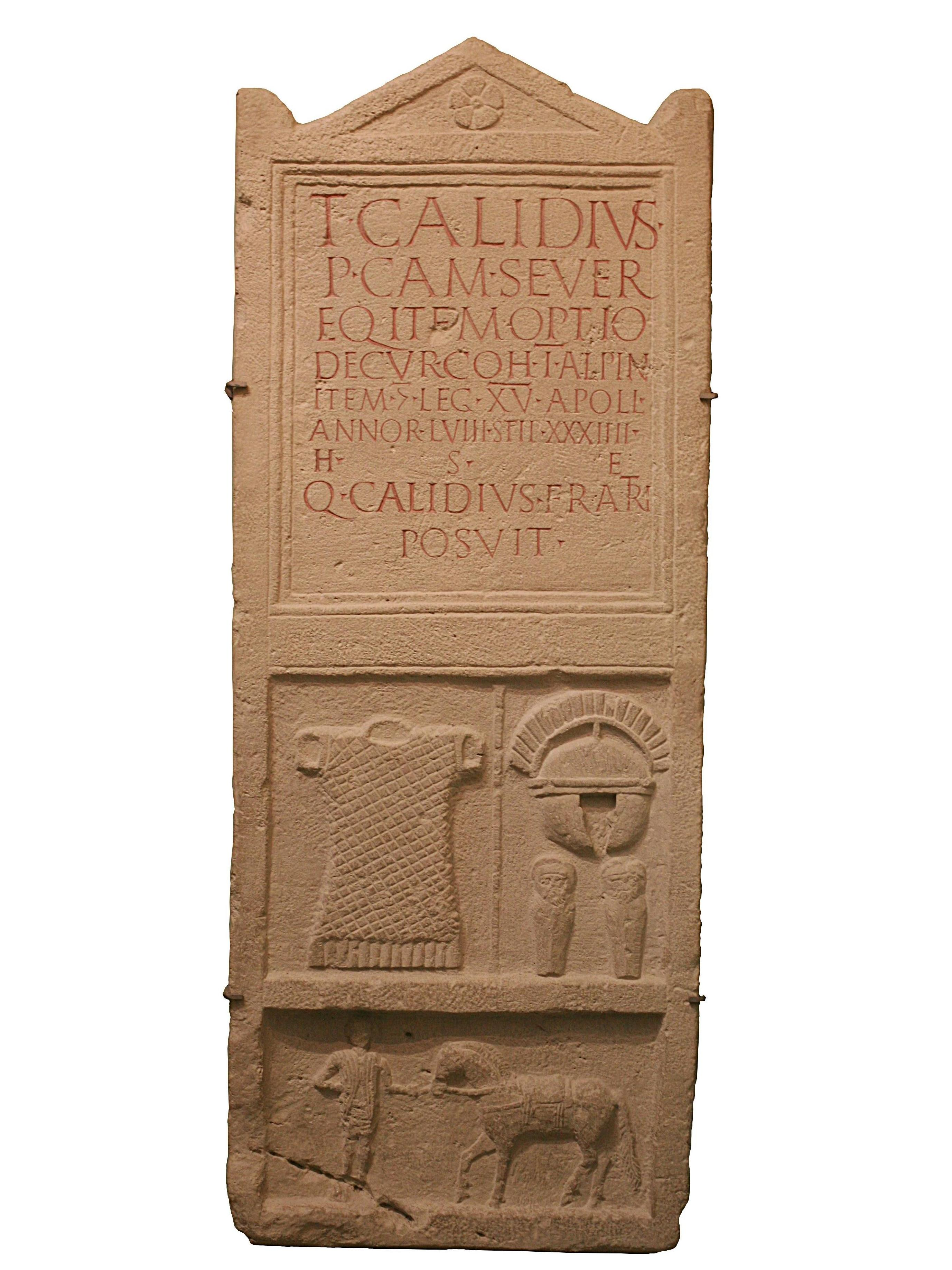
カルヌントゥムで見つかった第15軍団の副小隊長 Titus Calidius Severus の墓石。馬と防具が描かれている。

カルヌントゥム（Carnuntum）はローマ帝国の重要な軍駐屯地で、現在のオーストリアに位置した。もともとはノリクム属州にあったが、紀元1世紀以降はパンノニア属州となった。ウィーンとブラチスラヴァを結ぶ幹線道路の中間あたりに遺跡があり、今は「カルヌントゥム考古学公園」となっている。現在の行政区域で言えば、ニーダーエスターライヒ州のペトローネル＝カルヌントゥムとバート・ドイチュ＝アルテンブルクという村にまたがって広がっている。

## 歴史
カルヌントゥムはローマ軍の駐屯地として始まった。その名称は碑文上は "K" で表されていることが多く、Kar または Karn（岩、ケアンの意）に由来している。歴史上その名前が初めて登場したのはアウグストゥスの治世下（紀元6年）で、ティベリウスがマルボドゥウス討伐の遠征の基地として使用した。第15軍団アポリナリスの駐屯地となったことで、大規模なローマ化が行われた。数年後、ウィンドボナ（現ウィーン）より下流のドナウ川沿いの要塞化の中心となった。トラヤヌスおよびハドリアヌスの治世下では、カルヌントゥムが第14軍団ゲミナの恒久的駐屯地となった。
古くから、北方からもたらされたコハクをイタリア方面に売る市場としても栄えた。いわゆる琥珀の道はカルヌントゥムのあたりでドナウ川を渡っていた。ハドリアヌス帝がここに都市（アエリウム・カルヌントゥム）を築き、マルクス・アウレリウスはそこでマルコマンニとの戦争中の3年間を過ごし、『自省録』の一部もそこで書いた。セプティミウス・セウェルスはパンノニア属州総督としてカルヌントゥムにいた193年、軍団兵の推挙で皇帝を僭称した。4世紀にはゲルマン人の侵入でカルヌントゥムが破壊された。ウァレンティニアヌス1世が部分的に修復したものの、かつてほどの重要拠点ではなくなり、このあたりの中心地はウィンドボナに移った。中世になるとハンガリー人がカルヌントゥムを完全に破壊した。

## 現在
カルヌントゥム考古学公園は3つの部分から構成されている。
- 市民都市
- 軍事都市
- カルヌントゥム博物館

### 市民都市

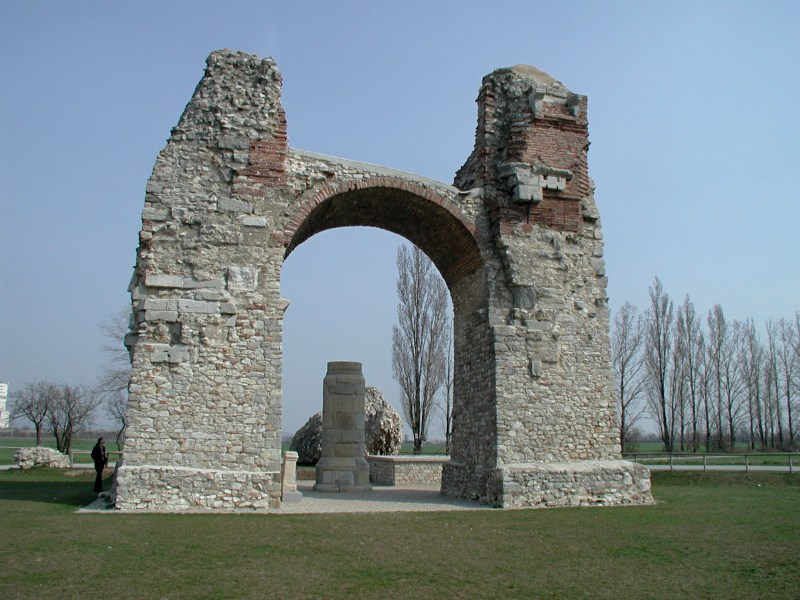
ハイデントーア（Heidentor、異教徒の門）

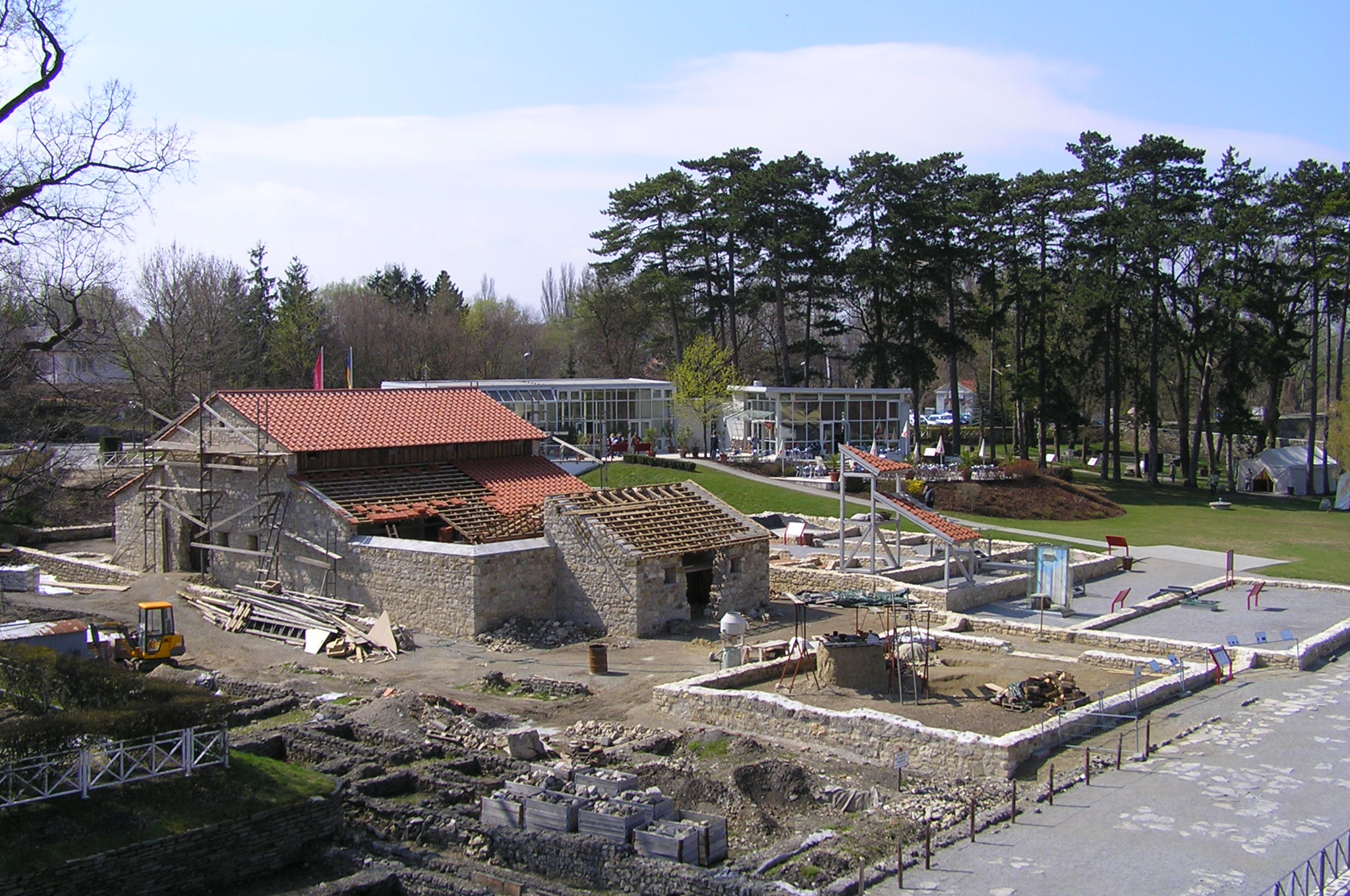
ローマ都市市街地とルキウスの家

市民都市の遺跡はペトローネル＝カルヌントゥム村の周辺に広がっている。見所としては、ローマ都市市街地、宮殿の廃墟、アンフィテアトルム、ハイデントーア（Heidentor、異教徒の門）などがある。
ローマ都市市街地は、かつての民間人居住地区の周辺部である。廃墟群は屋外博物館としてそのままの姿をさらしている。ルキウスの家と呼ばれる古代の住居を古代の工法を使って復元中であり、2006年6月1日に一般公開された。
市民都市の中心（フォルム）に面して宮殿と呼ばれる廃墟がある。これは公衆浴場とも言われている。
都市の外側に大きなアンフィテアトルム（円形競技場）があり、約15,000人の観客を収容できた。出土した銘板にはローマ帝国全体で4番目に大きな円形競技場だったと記していた。
ハイデントーア（Heidentor、異教徒の門）は354年から361年に建設された凱旋門で、コンスタンティウス2世の戦勝を記念したものである。

### 軍事都市

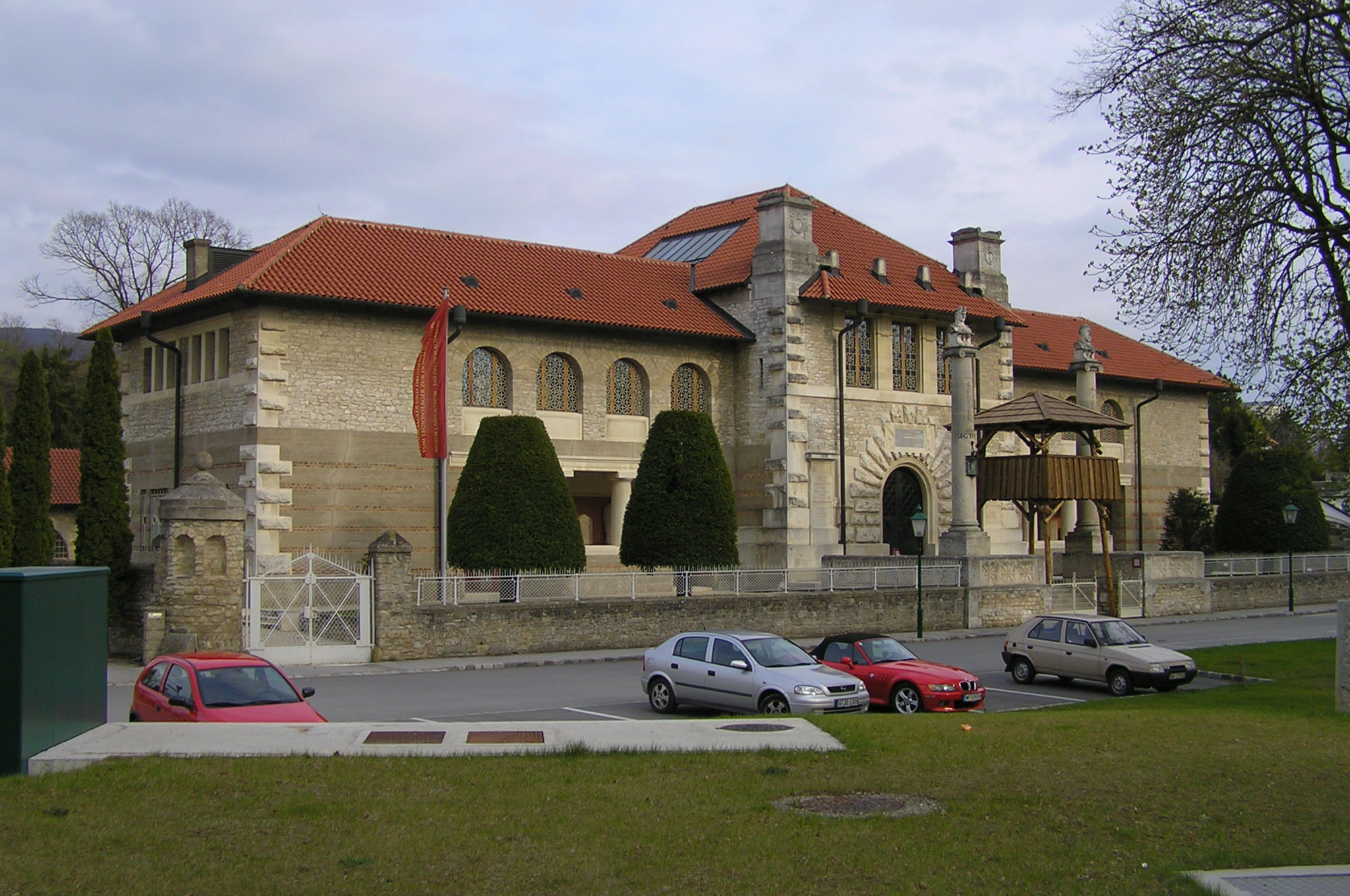
カルヌントゥム博物館

軍事都市で残っている遺跡はアンフィテアトルムだけである。軍事要塞のすぐ外にあった。現在は隣接する小さな博物館で剣闘士の歴史を紹介している。

### カルヌントゥム博物館
カルヌントゥム博物館はバート・ドイチュ＝アルテンベルク村のドナウ川の土手の上にある。カルヌントゥム発掘調査で出土した重要な遺物が展示されている。

## フィクション
グイド・フォン・リストはカルヌントゥムの廃墟に感銘を受け、それに基づいて最初の小説を書いた。ハリイ・タートルダヴとジュディス・タールの Household Gods は、マルクス・アウレリウス時代のカルヌントゥムを舞台にした小説である。